# هارولد پینتر
هارولد پینتر (به انگلیسی: Harold Pinter) (زادهٔ ۱۰ اکتبر ۱۹۳۰ در لندن – درگذشتهٔ ۲۵ دسامبر ۲۰۰۸) نویسنده، نمایش‌نامه‌نویس، بازیگر، کارگردان و فعال سیاسی انگلیسی بود. نخستین آثار او را در دستهٔ تئاتر پوچی قلمداد کرده‌اند. او نویسندهٔ آثاری برای رادیو، تلویزیون، تئاتر و سینما است. پینتر در سال ۲۰۰۵ میلادی برندهٔ جایزه نوبل ادبیات شد.

## زندگی

### تولد و کودکی
هارولد پینتر تنها فرزند پدر و مادری یهودی در اکتبر ۱۹۳۰ در محلهٔ هاکنی شمال لندن متولد شد. پدرش خیاط بود. او در فضایی سرشار از اظهارات یهودی‌ستیزی بزرگ شد که اهمیت به سزایی در نمایش‌نامه‌نویس شدنش داشت. در شروع جنگ جهانی دوم، در ۹ سالگی مجبور به ترک لندن شد و در دوازده‌سالگی به لندن بازگشت. پینتر می‌گوید تجربهٔ بمباران‌های جنگ هیچ‌وقت او را رها نکرده‌است.
در لندن به مدرسهٔ گرامر هاکنی رفت و در آن‌جا با گروهی از معلمان و دانش‌آموزان خوش‌فکر، پرانرژی و به‌لحاظ عقلی ماجراجو، آشنا شد. همین باعث شد تأتر و ضدفاشیسم مهم‌ترین تأثیر را روی او بگذارد. فضای سال‌های بلافاصله بعد از جنگ لندن سرشار از خشونت‌های ضدیهود بود که صدای تأتری پرشور و حرارت، و ارعابی که به تدریج رخنه می‌کند و در واقع نمایش‌نامه‌های اولیه‌اش را شکل می‌بخشد، چیزی از این فضا در خود دارد.
در این مدرسه نقش مکبث و رومئو و چند نقش دیگر را به کارگردانی ژوزف بررلی (Joseph Brearly) بازی کرد که در انتخاب حرفه هنرپیشگی ترغیبش کرد. در سال ۱۹۴۸ بعد از مدرسه به آکادمی سلطنتی هنرهای نمایشی (Royal Academy of Dramatic Art) رفت که به دلیل نارضایتی پس از دو ترم تحصیل، آن‌جا را ترک کرد. در سال ۱۹۴۹ دو بار به‌دلیل سرپیچی از خدمت نظام‌وظیفه جریمه شد که اشارات زود هنگامی بر عزم مقاومت و مخالفت‌گرایی‌اش دارد که در جهت‌گیری کلی و شکل‌گیری بسیاری از نمایش‌نامه‌هایش اثر گذاشته است.

### کار هنری
در سال ۱۹۵۰ اولین اشعارش را منتشر کرد و به خاطر اجراهای شکسپیر مشهور شد. از سال ۱۹۵۱ تا ۱۹۵۷ با تورهای تأتر سنتی سفر و نقش‌های تاریخی و عمدتاً شکسپیر را بازی کرد. در این سال‌ها با نام دیوید بارون (David Baron) بازی می‌کرد. هارولد پینتر در سال ۱۹۵۷ با نوشتن نمایش‌نامهٔ اتاق (The Room) که (دپارتمان هنرهای نمایشی دانشگاه بریستول چاپ شد، خود را به عنوان نویسنده تثبیت کرد. اولین نمایش‌نامه‌اش، جشن تولد ۱۹۵۷(Birthday Party)، در ۱۹۵۸ در تأتر لیریک لندن به روی صحنه رفت و به دلیل ابعاد افسانه‌ای‌اش با شکست فاحشی مواجه شد و فقط یک هفته روی صحنه بود. اما بعدها بیش‌تر از دیگر نمایش‌نامه‌هایش به روی صحنه رفت. از ابتدای دهه شصت پینتر به عنوان نمایش‌نامه‌نویس مشهور شد گرچه هنرپیشگی و کارگردانی تأتر را هم هم‌زمان ادامه می‌داد.
هارولد پینتر نمایندهٔ تأتر بریتانیا در نیمه دوم قرن بیستم است و احتمالاً بیش از هر نمایش‌نامه‌نویس زندهٔ دیگری موضوع گزارش‌های آکادمیک می‌باشد.
او را به عنوان مبتکر سبک نمایش جدیدی به نام کمدی آزارنده (The Comedy of Menace) می‌شناسند و نامش، پینترسک(Pintersque)، برای توصیف فضایی خاص به صورت صفت وارد زبان انگلیسی شده‌است. تأتر پینترسک در ابتدا روایتی از تأتر پوچی تلقی می‌شد اما صحیح‌تر آن است که به عنوان چیزی منحصربه‌فرد تلقی شود. همانThe Comedy of Menace که نوعی نمایش روان‌شناسی است که در آن فاصله‌های مشخصی را بگومگوی شخصیت‌ها پر می‌کنند که ممکن است تجسم ترس‌های یک‌دیگر، احساس ناامنی یا تمایلات جنسی پنهان باشند یا نباشند.
این کمدی ژانری است که در آن نویسنده، تسلط و اطاعت پنهان را در پیش‌پاافتاده‌ترین گفتگوها نشان می‌دهد.
مجموعه آثار پینتر ناهمگن است. تقریباً نمایش‌هایی که در اوائل کارش نوشته پینترسک است مثل (The Caretaker(1960), Birthday Party, The Homecoming (۱۹۶۵)) که بیش از همه به روی صحنه رفته و در برنامه درسی دپارتمان‌های زبان گنجانده شده‌اند.
پینتر تأتر را به عوامل بنیادی‌اش بازگرداند: فضای بسته و گفتگوی غیرقابل پیش‌بینی که در آن آدم‌ها اسیر دست یک‌دیگرند و از هم پاشیده شدن را بهانه می‌کنند. با حداقل طرح (plot)، نمایش‌نامه از کش‌مکشی نیرومند و قایم‌موشک‌بازی بیانِ متقابل شکل می‌گیرد.
هارولد پینتر می‌گوید به دنبال دورة اولیه رئالیسم روان‌شناسی، مرحله دوم را که تغزلی‌تر بود با نمایش‌نامه‌هایی از قبیل چشم‌انداز ۱۹۶۷(Landscape) و سکوت ۱۹۶۸ ادامه داده‌است و بالاخره به مرحله سیاسی رسیده‌است. با کارهایی چون یکی برای جاده ۱۹۸۴ (One for The Road)، زبان کوهستان ۱۹۸۸ (Mountain Language)، نظم نوین جهانی ۱۹۹۱(The New World Order). ولی این تقسیم‌بندی به صورت دوره‌ای به نظر ساده کردن موضوع می‌رسد زیرا بعضی نوشته‌های پرقدرتش را نادیده گرفته است. مثلاً ناکجاآباد ۱۹۷۴ (No Man’s Land).
از سال ۱۹۷۴ در کنار نویسندگی فعالیت‌هایی در زمینه حقوق بشر داشته است و اغلب مواضع جنجالی اتخاذ می‌کند.

### جایزه نوبل ادبیات
پینتر در سال ۲۰۰۲ به سرطان مبتلا شد؛ با این حال از تلاش نایستاد و در سال ۲۰۰۵ کاندیدای جایزه‌ی نوبل ادبیات شد. رقیبان او نویسندهٔ ترک «اورهان پاموک» و شاعر سوری «آدونیس» بودند که به نظر از او جلوتر می‌آمدند زیرا در ۱۰سال اخیر ۹ جایزه ادبیات نوبل به اروپا تعلق گرفته بود و از طرفی اگر جایزه به ادیبی انگلیسی اهدا می‌شد دومین جایزه نوبل ادبیات برای انگلستان ظرف ۵ سال بود؛ بنابراین از آکادمی سوئد انتظار می‌رفت که به قارهٔ دیگری به خصوص آسیا توجه کند.
پینتر با بردن جایزهٔ ادبیات نوبل باعث درگیری بحث‌های گوناگونی شد که تصمیم آکادمی را از جهاتی انتخابی گریزناپذیر از عوامل سیاسی می‌دانستند زیرا این‌طور گمان می‌رود که جایزهٔ نوبل اغلب به کسانی مثل «آلکساندر سولژنیتسین» از شوروی و «گونترگراس» نویسندهٔ صریح‌الهجه آلمانی تعلق می‌گیرد که در زمانی مشخص موضع سیاسی دل‌سوزانه‌ای گرفته باشند.
با این حال گرچه ممکن است عقاید سیاسی پینتر عاملی به‌شمار آمده باشد، اما این جایزه از نظر هنری بسیار موجه است و دستاوردهای نمایشی و ادبی پینتر، یک سروگردن بالاتر از سایر نویسندگان انگلیسی است. در هر حال، انتقاد صریح پینتر از سیاست خارجی آمریکا و مخالفتش با جنگ عراق، بدون شک او را از جنجالی‌ترین برندگان جایزه افتخارآمیز نوبل ادبیات کرده‌است.
پینتر فردای روزی که مطلع شد برندهٔ جایزه نوبل شده در مصاحبه‌ای تلفنی با روزنامه‌نگاری سوئدی گفت که نمی‌تواند حرف بزند و این خبر او را از پای درآورده‌ است و برای دریافت جایزه و سخنرانی به استکهلم خواهد رفت. اما حالش رو به وخامت گذاشت و سخنرانی خود را با عنوان «هنر، حقیقت، سیاست» ضبط کرد و به آکادمی فرستاد که هم‌زمان
در دنیا پخش شد. پینتر سخنرانی‌اش را این‌طور شروع می‌کند:
در سال ۱۹۵۸ نوشتم: «تشخیص بین این‌که چه‌چیز واقعی و چه‌چیز غیرواقعی است سخت نیست، همین‌طور بین چیزی که درست است و چیزی که غلط است. لازم نیست چیزی درست باشد یا غلط، می‌تواند هم درست باشد هم غلط. اعتقاد دارم که این تأکیدها هنوز هم در کشف واقعیت از طریق هنر، کاربرد دارد؛ بنابراین به عنوان یک نویسنده از این تأکیدها حمایت می‌کنم ولی به عنوان یک شهروند باید بپرسم: «درست چیست؟ غلط چیست؟
دولتمردان آمریکا باید چند نفر را بکشند تا به‌عنوان جنایتکار جنگی و قاتل شناخته شوند؟ صد هزار؟ ما برای ملت عراق شکنجه آوردیم، بمب آوردیم، کشتار بی هدف و بی‌دلیل آوردیم، بدبختی و مرگ را آوردیم، و با این همه ادعا می‌کنیم برای ملت‌های خاورمیانه آزادی و دموکراسی را آوردیم.

### ازدواج
پینتر دو بار ازدواج کرده است:
- «ویوین مرچنت» هنرپیشه ۱۹۵۶
- «لیدی آنتونیا فریزر» ۱۹۸۰

## آثار

### نمایش‌نامه‌ها
| سال  | عنوان اصلی                 | عنوان فارسی       | مترجم      |  |
| ---- | -------------------------- | ----------------- | ---------- |  |
| ۱۹۵۷ | The Room                   | اتاق              | رضا دادویی |  |
| ۱۹۵۷ | The Birthday Party         | جشن تولد          | رضا دادویی |  |
| ۱۹۵۷ | The Dumb Waiter            | بالابر غذا        | رضا دادویی |  |
| ۱۹۵۸ | A Slight Ache              | درد مختصر         | رضا دادویی |  |
| ۱۹۵۸ | The Hothouse               | آسایشگاه          | رضا دادویی |  |
| ۱۹۵۹ | The Caretaker              | سرایدار           | رضا دادویی |  |
| ۱۹۵۹ | A Night Out                | شبی بیرون از خانه | رضا دادویی |  |
| ۱۹۶۰ | Night School               | مدرسهٔ شبانه       | رضا دادویی |  |
| ۱۹۶۰ | The Dwarfs                 | کوتوله‌ها          | رضا دادویی |  |
| ۱۹۶۱ | The Collection             | کلکسیون           | رضا دادویی |  |
| ۱۹۶۲ | The Lover                  | فاسق              | رضا دادویی |  |
| ۱۹۶۴ | Tea Party                  | مهمانی چای        | رضا دادویی |  |
| ۱۹۶۴ | The Homecoming             | بازگشت به خانه    | رضا دادویی |  |
| ۱۹۶۶ | The Basement               | زیرزمین           | رضا دادویی |  |
| ۱۹۶۷ | Landscape                  | چشم‌انداز          | رضا دادویی |  |
| ۱۹۶۹ | Silence                    | سکوت              | رضا دادویی |  |
| ۱۹۷۰ | Old Times                  | روزگار سپری‌شده    | رضا دادویی |  |
| ۱۹۷۲ | Monologue                  | تک‌گویی            | رضا دادویی |  |
| ۱۹۷۴ | No Man's Land              | ناکجاآباد         | رضا دادویی |  |
| ۱۹۷۸ | Betrayal                   | خیانت             | رضا دادویی |  |
| ۱۹۸۰ | Family Voices              | صداهای خانواده    | رضا دادویی |  |
| ۱۹۸۲ | A Kind of Alaska           | یک نوع آلاسکا     | رضا دادویی |  |
| ۱۹۸۲ | Victoria Station           | ایستگاه ویکتوریا  | رضا دادویی |  |
| ۱۹۸۴ | One for the Road           | یک پیک برای راه   | رضا دادویی |  |
| ۱۹۸۸ | Mountain Language          | زبان کوهستان      | رضا دادویی |  |
| ۱۹۹۱ | The New World Order        | نظم نوین جهانی    | رضا دادویی |  |
| ۱۹۹۱ | Party Time                 | مهمانی            | رضا دادویی |  |
| ۱۹۹۳ | Moonlight                  | مهتاب             | رضا دادویی |  |
| ۱۹۹۶ | Ashes to Ashes             | خاکستر به خاکستر  | رضا دادویی |  |
| ۱۹۹۹ | Celebration                | بزرگداشت          | رضا دادویی |  |
| ۲۰۰۰ | Remembrance of Things Past | تأمل ایام گذشته   |            |  |

## جایزه‌ها
- Commander of the British Empire (CBE)
- جایزه شکسپیر (هامبورگ)
- جایزه اروپایی برای ادبیات (وین)
- جایزه پیراندلو (پالرمو)
- جایزه دیوید کوهن در سال ۱۹۹۵[۲]
- جایزه لورنس الویر
- جایزه ویلفرد اوئن برای شعر جنگ (War) که علیه آمریکا است.
- جایزه یک عمر دستاورد هنری به افتخار مولیر
- جایزه نوبل ادبیات